# Alfred Edwin Brain Jr.
Alfred Edwin Brain Jr.   (Londres, 24 d'octubre de 1885 - Los Angeles, 29 de març de 1966) va ser un músic de trompa anglès.

## Biografia
Brain provenia d'una família de músics de trompa, entre els quals destacava el seu nebot, Dennis Brain. El seu pare, Alfred Edwin Brain Sr. també era un conegut trompetista. Brain va començar a aprendre la trompeta a sis anys, però quan en tenia dotze es va canviar a la trompa francesa i va aprendre del seu pare. Va estudiar a la Royal Academy of Music amb Adolf Borsdorf, aprenent el piano de GD Cunningham, qui va ensenyar al seu nebot l'⁣orgue de tubs quaranta anys més tard. El seu primer treball professional va ser amb l'⁣Orquestra Escocesa. Després va tocar a la Queen's Hall Orchestra i a la London Symphony Orchestra.
Quan va esclatar la Primera Guerra Mundial, es va unir a la Guàrdia Escocesa. L'any 1917, va treballar a França, on es desenvolupen els combats. Després de la guerra, Brain va rebre la medalla de la guerra britànica i la medalla de la victòria per la seva valentia.
Quan va tornar a Londres després de la guerra, juntament amb el seu germà Aubrey Brain, va treballar amb diverses orquestres de Londres, inclosa a Covent Garden on va tocar amb Sir Thomas Beecham.
El 1923, Brain va emigrar als Estats Units. Va tocar a l'Orquestra Filharmònica de Nova York i més tard a l'Orquestra Filharmònica de Los Angeles. En els seus últims anys va tocar en estudis de cinema, entre els quals el de 20th Century Fox.